# Прва лига Црне Горе у фудбалу 2017/18.
Прва лига Црне Горе у сезони 2017/18. било је дванаесто такмичење организовано од стране фудбалског савеза Црне Горе од оснивања 2006. и то је први степен такмичења у Црној Гори.
У току сезоне 2016/17. донесена је одлука о смањењу броја клубова са 12 на 10, због чега су на крају сезоне испала три клуба: Јединство из Бијелог Поља, Ловћен са Цетиња и Бокељ из Котора. У Прву лигу пласирао се Ком из Подгорице као побједник Друге лиге.
Формат такмичења је промијењен у односу на претходне сезоне, учествовало је 10 клубова, играло се четворокружним системом, свако са сваким кући и на страни по двапут. На крају сезоне, побједник Прве лиге учествовао је у квалификацијама за Лигу шампиона за сезону 2018/19, које је почео од 1 кола, док су другопласирани и трећепласирани клуб, као и побједник Купа или четвртопласирани ако је побједник Купа завршио на некој од прве три позиције, играли у квалификацијама за Уефа лигу Европе од 1 кола. На крају сезоне из лиге је испала последњепласирана екипа, док су осмопласирани и деветопласирани играли у плеј офу за опстанак са другопласираном и трећепласираном екипом из Друге лиге на крају сезоне 2017/18.
Од сезоне 2017/18, утакмице Прве лиге Црне Горе преносе се на телевизији Арена спорт.

## Клубови у сезони 2017/18.
| Клуб         | Мјесто      | Стадион                 | Капацитет | Тренер              |
| ------------ | ----------- | ----------------------- | --------- | ------------------- |
| Будућност    | Подгорица   | Стадион под Горицом     | 15.230    | Драган Кажић        |
| Грбаљ        | Радановићи  | Стадион доња сутвара    | 1.500     | Драган Радојичић    |
| Дечић        | Тузи        | Стадион Тушко поље      | 5.000     | Мирко Марић         |
| Зета         | Голубовци   | Стадион Трешњица        | 5.000     | Дејан Рогановић     |
| Искра        | Даниловград | Стадион браће Велашевић | 2.000     | Јован Станковић     |
| Ком          | Подгорица   | Стадион Златица         | 3.000     | Веселин Стешевић    |
| Младост      | Подгорица   | Стадион ФК Младост      | 2.000     | Дејан Вукићевић     |
| ОФК Петровац | Петровац    | Стадион под Малим брдом | 1.630     | Рудолф Марчић       |
| Рудар        | Пљевља      | Стадион под Голубињом   | 10.000    | Радислав Драгићевић |
| Сутјеска     | Никшић      | Стадион крај Бистрице   | 6.180     | Никола Ракојевић    |

### Промјене тренера
Само два клуба у току сезоне нису мијењали тренера — Сутјеска и Петровац. Будућност и Младост су промијенили по четири тренера.
| Коло | Клуб      | Отишао              | Датум смјене        | Дошао                                                       |
| ---- | --------- | ------------------- | ------------------- | ----------------------------------------------------------- |
| 6.   | Ком       | Веселин Стешевић    | 2. септембар 2017.  | Душко Влаисављевић                                          |
| 7.   | Младост   | Дејан Вукићевић     | 18. септембар 2017. | Бранко Смиљанић                                             |
| 8.   | Рудар     | Радислав Драгићевић | 23. септембар 2017. | Миодраг Вукотић                                             |
| 13.  | Искра     | Јован Станковић     | 31. октобар 2017.   | Срђан Никић (привремено)                                    |
| 14.  | Младост   | Бранко Смиљанић     | 8. новембар 2017.   | Веселин Стешевић                                            |
| 16.  | Будућност | Драган Кажић        | 27. новембар 2017.  | Дејан Јеленић (привремено)                                  |
| 18.  | Искра     | Срђан Никић         | 7. децембар 2017.   | Александар Недовић                                          |
| 19.  | Грбаљ     | Драган Радојичић    | 7. децембар 2017.   | Зоран Говедарица                                            |
| 19.  | Дечић     | Мирко Марић         | 25. децембар 2017.  | Виктор Треневски                                            |
| 19.  | Будућност | Дејан Јеленић       | 28. децембар 2017.  | Владимир Вермезовић                                         |
| 26.  | Младост   | Веселин Стешевић    | 31. март 2018.      | Александар Миљеновић                                        |
| 27.  | Зета      | Дејан Рогановић     | 31. март 2018.      | Драгољуб Ђуретић                                            |
| 32.  | Будућност | Владимир Вермезовић | 6. мај 2018.        | Миодраг Џудовић                                             |
| 32.  | Дечић     | Виктор Треневски    | 8. мај 2018.        | Ведад Дрешевић, Мухамед Лекић и Фуад Кркановић (привремено) |